# Bouquet garni
Ein Bouquet garni, auch Bouquet Aromatique oder Kräutersträußchen, ist eine Kräutermischung. Der Begriff stammt aus der französischen Küche.
Eine Mischung verschiedener Kräuter wird zusammengebunden oder in ein Baumwollsäckchen gefüllt. Zum Aromatisieren von Bouillon, dickflüssigeren Suppen, Eintöpfen und Schmorgerichten wird das Bouquet mit ausgekocht. Am Ende der Garzeit, spätestens vor dem Servieren, wird es entfernt.
Je nach Verwendungszweck kann das Bouquet garni variiert werden und wohl auch als Kräuterbündel bezeichnet oder mit Gemüse genutzt werden. So werden für Lamm oder auch rote Saucen andere Kräuter wie Basilikum, Sellerieblätter, Pimpinelle, Kerbel, Estragon, Rosmarin, Bohnenkraut oder auch Komponenten wie Zitronenschale und Wurzelgemüse verwendet. Das Bouquet für Schweinefleisch enthält meist Salbei, Thymian und Majoran, das für Geflügel Sellerie, Petersilie, Thymian, Majoran, Estragon und Lorbeer. Ein Bouquet für Meeresfrüchte besteht üblicherweise aus Dill, Estragon und Zitronenschale.
Traditionell besteht es frisch aus Petersilienstängel, Thymian und Lorbeerblatt. Getrockneter Thymian wird meist in ein Lauchblatt gehüllt, um zu vermeiden, dass sich harte Krautbestandteile im Gericht verteilen.